# Kaliumperoxid
Kaliumperoxid ist eine chemische Verbindung aus der Gruppe der Peroxide.

## Gewinnung und Darstellung
Kaliumperoxid kann durch Reaktion von Kalium mit Sauerstoff (z. B. Verbrennung) gebildet werden, wobei sich auch Kaliumoxid und Kaliumhyperoxid bilden.
{\displaystyle \mathrm {2\ K+\ O_{2}\longrightarrow \ K_{2}O_{2}} }
Kaliumperoxid bildet sich auch bei Kontakt von Kaliumoxid mit Luft.

## Eigenschaften
Kaliumperoxid ist ein sehr reaktionsfähiger brandfördernder weißer bis gelblicher Feststoff, der zwar selbst nicht brennbar ist, aber heftig mit brennbaren Stoffen reagiert. Er zersetzt sich heftig bei Kontakt mit Wasser.
Die Standardbildungsenthalpie von Kaliumperoxid beträgt ΔHf0 = −496 kJ/mol.

## Verwendung
Kaliumperoxid wird als Oxidationsmittel und Bleichmittel sowie zum Reinigen von Luft verwendet.	